# 村上もとか
村上 もとか（むらかみ もとか、本名：村上 紀香、1951年6月3日 - ）は、日本の漫画家。東京都世田谷区出身、練馬区在住。男性。息子は声優の村上紀生。

## 略歴
父親が映画会社の美術部に勤務していたこともあり、幼い頃から絵に親しみ、少年時代にはプラモデルの箱絵の戦車や飛行機を描く日々を送った。また近所の女の子の家にあった少女漫画雑誌で「フイチンさん」を読み、満州への憧れを持つなど後の作風に繋がる影響を受ける。当初は小説の挿絵画家を目指すも、1960年代の漫画の隆盛を機に漫画に興味が移り、高校時代に手塚治虫が創刊した漫画雑誌『COM』の影響を受け、本格的に漫画家を目指すようになった。
神奈川県立大和高等学校卒業後は建築製図の職業訓練校に進むも中退し、近くに住んでいた漫画家の望月あきらのもとに押しかけ無理やりアシスタントにしてもらったが、半年後事情があってアシスタントチームが解散になり、そこから雑誌に漫画を投稿する日々を過ごした。
その後は中島徳博の下でアシスタントを務める。1972年、投稿した作品が編集者の目に留まり、『週刊少年ジャンプ』（集英社）に掲載の「燃えて走れ」でデビュー。以降、同誌を中心に活躍するも、文芸的な志向や劇画的なタッチの自身の作風から限界を感じ、青年誌的な内容を含んだ作品を多く掲載していた小学館の少年漫画誌に活躍の場を移し、『赤いペガサス』（週刊少年サンデー）や『岳人列伝』（少年ビッグコミック）などスポーツを題材にした作品を発表、繊細な描写を含んだ力強い作風で注目を浴びた。
1981年には、『週刊少年サンデー』に連載を開始した『六三四の剣』が大ヒットを記録した。テレビアニメ（テレビ東京系）、ゲーム化に加えて、読者層である小学生の間で、剣道が部活動の人気になるほどの剣道ブームが起きたほか、迫力のある試合シーンや個性豊かな登場人物とその成長の過程を丹念に描き出したドラマ性は、子供ならず大人層からも注目を浴びた。
12年間の『週刊少年サンデー』での活躍を経て、1991年からは、『ビッグコミックオリジナル』に『龍-RON-』を連載開始する。昭和初期の日本を舞台に、財閥の一人息子として生まれた青年を軸に、彼の周囲の様々な人々が織り成す群像劇を中心に、サスペンスやSF的な要素を交え、高い人気を確立した。15年にわたる長期連載となり、小学館漫画賞青年一般部門受賞などの栄誉に輝いたこの作品は、村上の代表作となっただけでなく、漫画家としての活動にも大きな転機をもたらすこととなった。
『龍-RON-』と並行して、人の心を読むことのできる少女を通して現代社会に生きる人々の心を描いた『ミコ・ヒミコ』や戦前のフランス美術界をテーマにした『メロドラマ』など幅広い作品を発表し、1996年には古巣である集英社に復帰し、法曹界を舞台にした『検事犬神』を『スーパージャンプ』に連載する。2000年から同誌に連載された『JIN-仁-』では、幕末にタイムスリップした医師の目を通して人間の尊厳を描くなど、熟練したドラマ性から高い評判を呼び、テレビドラマ化（TBS系、大沢たかお主演）されると高視聴率を記録するなど、話題を集めている。
2012年10月17日、NPO法人国際まんが推進協会副理事長に就任。同団体は2017年に株式会社となる。
2012年12月、漫画家による漫画家のための会社「ぽけまん」を設立し代表取締役に就任。同名サイト「ぽけまん」運用開始。主旨に賛同した漫画家（あおきてつお、石塚真一、国友やすゆき、下條よしあき、高橋よしひろ、高見まこ、中山昌亮、星野之宣、三田紀房、竜崎遼児）の未発表作品、絶版となった本、単行本に収録されなかった作品の中で思い入れのある作品を数多く掲載している。また、事業内容は幅広く、漫画家自らが企画するイベントやワークショップ、漫画イベントへの参加、作品と企業タイアップのコンタクト窓口、災害地への支援チャリティなども積極的に行っている。
2022年、漫画家デビュー50周年を迎えた。これを記念し、『デビュー50周年記念 村上もとか展「JIN－仁－」、「龍－RON－」、僕は時代と人を描いてきた。』を東京・弥生美術館 にて開催した（6月4日から9月25日まで）。展覧会は好評を博し、翌2023年には京都国際マンガミュージアムにて展示が行われた（6月17日から10月3日まで）。
2023年4月1日、練馬区立石神井公園ふるさと文化館館長に就任。

## 受賞作品
- 1982年 - 第6回講談社漫画賞少年部門 受賞（『岳人列伝』）
- 1984年 - 第29回小学館漫画賞少年部門 受賞（『六三四の剣』）
- 1996年 - 第41回小学館漫画賞青年一般部門 受賞（『龍-RON-』）
- 1998年 - 第2回文化庁メディア芸術祭マンガ部門優秀賞 受賞（『龍-RON-』）[10]
- 2011年 - 第15回手塚治虫文化賞マンガ大賞 受賞（『JIN-仁-』）
- 2014年 - 第43回日本漫画家協会賞優秀賞 受賞（『フイチン再見!』）

## 作品リスト

### 漫画
- 燃えて走れ!（原作：岩崎呉夫、1972年、週刊少年ジャンプ、集英社）
- 空の城（1973年、週刊少年ジャンプ、集英社）
- 虎のレーサー（1975年、週刊少年ジャンプ、集英社）
  - 単行本：後述の『熱風の虎』に「第一部 虎のレーサー」として収録。
- 熱風の虎（1976年 - 1977年、週刊少年ジャンプ、集英社）
  - 単行本：1977年 - 1978年、ジャンプスーパーコミックス、集英社
  - 愛蔵版：1989年、ジャンプスーパーエース、集英社
- クレイジー・ロード（1980年、ECコミックス、こだま出版）
- 赤いペガサス（1977年 - 1979年、週刊少年サンデー、小学館）
  - 単行本：1978年 - 1980年、少年サンデーコミックス、小学館
  - ワイド版：1991年、少年サンデーコミックスワイド版、小学館
  - 文庫版：1997年 - 1998年、小学館文庫、小学館
- ドロファイター（1979年 - 1981年、週刊少年サンデー、小学館）
  - 単行本：1980年 - 1981年、少年サンデーコミックス、小学館
- エーイ!剣道（1978年 - 1980年、少年サンデー増刊号、小学館）
  - 単行本：1980年、少年サンデーコミックス、小学館
  - 単行本：1992年、スーパービジュアルコミックス、小学館
- 岳人列伝（少年ビッグコミック、小学館）
  - 単行本：1980年、少年ビッグコミックス、小学館
  - 単行本：1993年、小学館叢書、小学館
  - 文庫版：1996年、文春文庫、文藝春秋
- 六三四の剣（1981年 - 1985年、週刊少年サンデー、小学館）
  - 単行本：1981年 - 1985年、少年サンデーコミックス、小学館
  - ワイド版：1992年 - 1994年、少年サンデーコミックスワイド版、小学館
  - 文庫版：2000年 - 2001年、小学館文庫
- 風を抜け!（1986年 - 1988年、週刊少年サンデー、小学館）
  - 単行本：1986年 - 1988年、少年サンデーコミックス、小学館
- 赤いペガサスII-翔-（原作担当、作画：千葉潔和、週刊少年サンデー、小学館）
  - 単行本：1989年 - 1990年、少年サンデーコミックス、小学館
- ヘヴィ（1989年 - 1990年、週刊少年サンデー、小学館）
  - 単行本：1989年 - 1990年、少年サンデーコミックス、小学館
- 獣剣伝説（ヤングサンデー、小学館）
  - 単行本：1988年、ヤングサンデーコミックス、小学館 - 「神の娘」を併録。
  - 文庫版：1999年、中公文庫コミック版、中央公論新社 - 「SIREN」を併録。
- NAGISA（ヤングサンデー、小学館） - 後に映画化された（NAGISA (映画)を参照）。
  - 単行本：1990年、ヤングサンデーコミックス、小学館
  - 文庫版：1999年、中公文庫コミック版、中央公論新社
- SIREN（ヤングサンデー、小学館）
  - 単行本：1991年、ヤングサンデーコミックス、小学館
- 龍-RON-（1991年 - 2006年、ビッグコミックオリジナル、小学館）
  - 単行本：1991年 - 2006年、ビッグコミックス、小学館
  - 文庫版：2008年 - 2009年、小学館文庫、小学館
- ミコ・ヒミコ（小学六年生、小学館）
  - 単行本：1992年 - 1994年、ヤングサンデーコミックス、小学館
  - 文庫版：1999年、中公文庫コミック版、中央公論新社
- 水に犬（モーニング、講談社）
  - 単行本：1995年、モーニングKC、講談社
- 私説昭和文学（ヤングサンデー、小学館）
  - 単行本：1996年、ヤングサンデーコミックス特製本、小学館
- 検事犬神（ウルフ）（スーパージャンプ、集英社）
  - 単行本：1996年、ジャンプコミックスデラックス、集英社
- メロドラマ（モーニング、講談社）
  - 単行本：1998年、モーニングKC、講談社
- JIN-仁-（2000年 - 2010年、スーパージャンプ、集英社）
  - 単行本：2001年 - 2011年、ジャンプコミックスデラックス、集英社
  - 文庫版：2010年 - 2011年、集英社文庫、集英社
- SNOW 村上もとか叙情傑作選（2006年、マンサンコミックス、実業之日本社） - 以下5作品を収録
  - SNOW（ビッグコミックオリジナル増刊）
  - あなたを忘れない
  - ピエタ（原作：浅田次郎） ※電子書籍版では収録されていない
  - 虹の町
  - 紅蓮の剣（週刊少年サンデー1999年43号・44号） ※20世紀最大の読み切りシリーズ
- 蠢太郎（2008年 - 2011年、ビッグコミックオリジナル、小学館）
- 週刊マンガ日本史第25号『シャクシャイン』（2010年、朝日新聞出版）
- フイチン再見!（2013年 - 2017年、ビッグコミックオリジナル、小学館）
- 眠らぬ虎（2014年 - 2015年、グランドジャンプPREMIUM、集英社、原作担当。漫画・千葉きよかず）
- 鉄血のブサー、前後編（2017年、グランドジャンプ、集英社）
- ソラモリ（2018年 - 2019年、グランドジャンプPREMIUM、集英社、原作担当。漫画・千葉きよかず）
- 侠医冬馬（2018年 - 2025年[11]、グランドジャンプ、集英社、共同作画・かわのいちろう）

### 紀行書
- 村上もとかが夫婦で歩く欧州・アジア260日の旅（2016年、集英社）

## 関連人物

### 師匠
- 望月あきら[12]
- 中島徳博

### アシスタント
- はしもとみつお[13]
- 魚戸おさむ
魚戸が19歳の頃（1976年）にアシスタントとして村上の元に入るが、その7ヶ月後に脱走する様な形で辞める。その2年後に再びアシスタントとして村上に師事。魚戸は11歳の時に父を亡くしていることもあり、「先生というよりも父さんみたいな感じがする」として慕っている[14]。
- 笠原俊夫[15]
- 千葉きよかず[16]
村上が原作を担当した『赤いペガサスII-翔-』『眠らぬ虎』『ソラモリ』の作画を担当。
- 本山一城[17]
- 早坂未紀[18]
- 高田ミレイ[19]

## 展示
- 漫画家村上もとかの世界－村上作品の魅力を探る
2010年11月27日から2011年1月23日にかけて村上が青年期を過ごした大和市のつる舞の里歴史資料館及び大和市下鶴間ふるさと館の合同展示企画展示において村上もとか氏とその作品を紹介。[20]

## メディア出演

### テレビ
- 東京交差点 ONE MOMENT（2024年1月23日、テレビ東京）[動画 1]
- ぐるり東京江戸散歩（2024年3月23日、TOKYO MX）
- 漫道コバヤシ #108（2024年9月23日〈初回放送〉、フジテレビONE）[21]

### テレビドラマ
- JIN-仁-完結編 第2話（2011年4月24日、TBSテレビ） - 町人の夫婦（エキストラ） ※妻とともにカメオ出演[22]

### 動画
1. ↑   東京交差点 ONE MOMENT　＃248「漫画」-漫画家・村上もとか, (2024-01-23) 2024年9月30日閲覧。